# Frederik von Blücher
Frederik Vilhelm (Friedrich Wilhelm) von Blücher (født 14. januar 1760 i Penzlin i Mecklenburg-Strelitz, død 16. maj 1806 i København) var kammerherre, godsejer til Basnæs, oberstløjtnant, kommandør for Livgarden til Hest, Arveprins Frederiks generaladjudant og hofchef. Han var bror til Gottfried Carl Wilhelm Gottlob von Blücher (1762-1814) og Konrad von Blücher-Altona (1764-1845), der blev overpræsident i Altona, og far til Fritz Blücher.

## Biografi
Frederik Vilhelm von Blücher var søn af Carl Leopold von Blücher (1719-1775) og Sophie Henriette Margrethe von Plessen (1738-86). Frederik Vilhelm blev arveprinsesse Sofie Frederikkes elsker og i kongefamilien var det alment anerkendt, at den mest sandsynlige biologiske far til arveprinsessens fire yngste børn netop var Frederik von Blücher, der tillige var adjudant og hofchef for Arveprins Frederik. I et brev skrevet af Kronprins Frederik til sin svoger hertug Frederik Christian af Augustenburg i 1805 nævner han således arveprinsens velvilje overfor sin hofchef og skriver videre:
| „ | ... min onkel sætter alt for megen pris på skaberen af de fire, meget henrivende prinser og prinsesser til at ville sende ham bort. | “ |

I 1802 blev Frederik Vilhelm gift med Helene de Thygeson (1776-1839). Parret fik to børn, hvoraf det yngste, Fritz Blücher, blev født et halvt år efter Frederik Vilhelms død.

## Efterkommere (officielle og mulige)
Postulerede børn med Sophie Frederikke af Mecklenburg-Schwerin:
- Christian VIII (1786-1848)
- Juliane Sophie af Danmark (1788-1858), gift 1812 med prins Frederik Vilhelm Carl Ludvig af Hessen-Philippsthal-Barchfeld (1786-1834)
- Louise Charlotte (1789-1844)
- Arveprins Ferdinand (1792-1863)

Børn med Helene de Thygeson:
- Marie Charlotte Sophie (1804-1894)
- Frederik "Fritz" Emanuel (1806-1871)